# Iguanodon-Skulptur (Berlin)

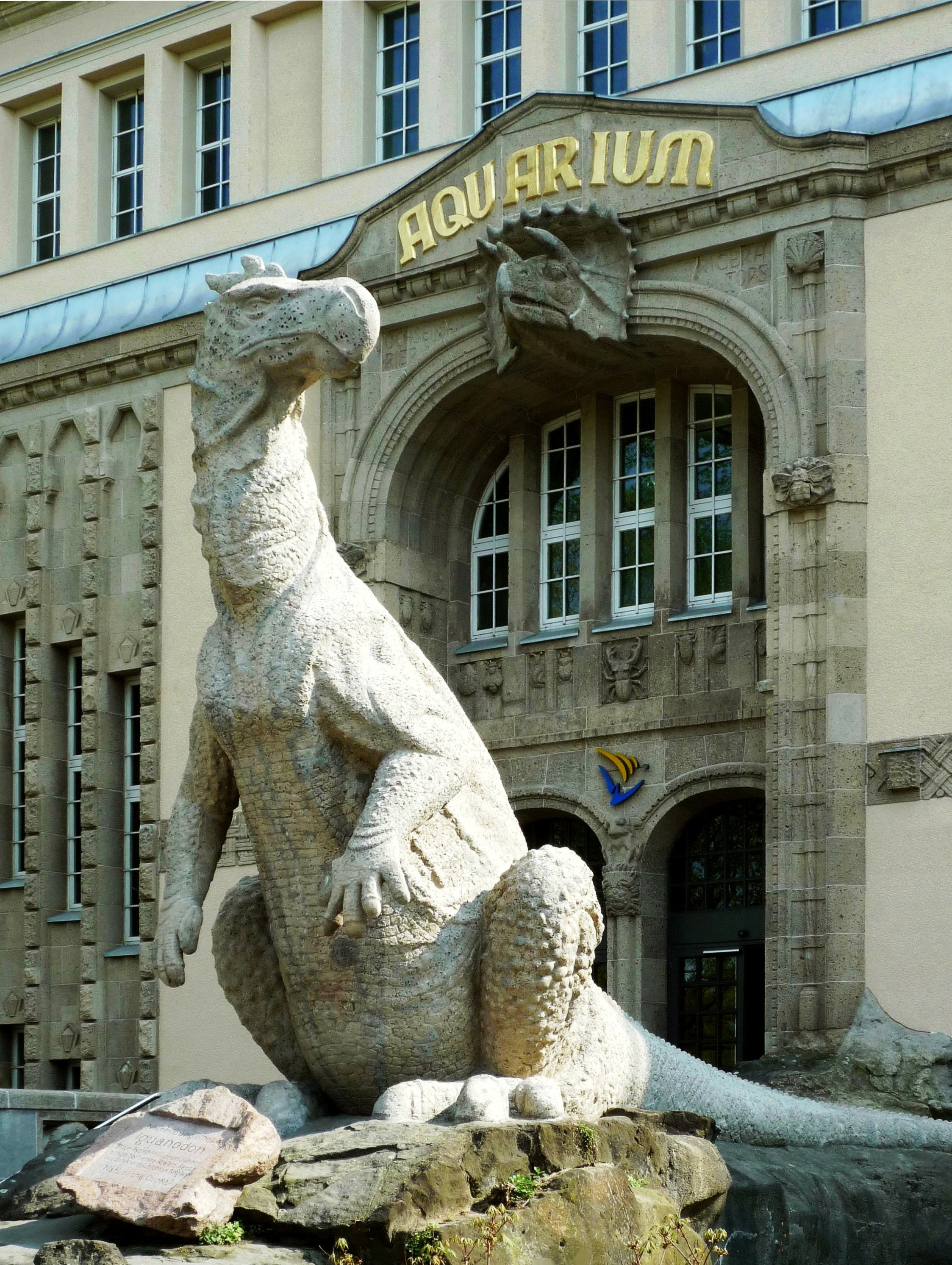
Iguanodon-Skulptur vor dem Berliner Aquarium

Die Iguanodon-Skulptur ist ein Standbild im Berliner Ortsteil Tiergarten, das vor dem Berliner Aquarium steht und ein Iguanodon darstellt.

## Geschichte
Im Rahmen der Errichtung eines Schauaquariums von 1911 bis 1913 im Zoologischen Garten Berlin wurde auch eine monumentale Zementskulptur eines urzeitlichen Tieres errichtet. Dabei handelt es sich um ein Iguanodon, einen Dinosaurier aus der Kreidezeit. Die Skulptur wurde von den Künstlern Otto August Markert vom Atelier Robert Schirmer und Heinrich Harder mit wissenschaftlicher Beratung des Herpetologen Gustav Tornier hergestellt. Sie wurde 1913 auf der Eingangsseite vom Zoologischen Garten aus rechts neben der Treppe zum Aquarium aufgestellt.

## Beschreibung
Das Iguanodon ist der natürlichen Größe nachgebildet, die Höhe beträgt etwa fünf Meter, der auf einem Natursteinfelsen aufliegende Schwanz ist ca. drei Meter lang. Das Iguanodon steht mit erhobenem Oberkörper mit dem Rücken zum Gebäude des Aquariums auf einen Natursteinfelsen. Die Füße stehen parallel, die Vorderbeine hängen vor dem Körper herunter, der Kopf ist nach links gewendet. Der Saurier wurde möglichst detailgenau wiedergegeben, dazu zählt auch die Struktur der Haut. Vor der Skulptur wurde ein rötlicher Granitfindling mit eingearbeitetem rechteckigem Inschriftenspiegel platziert. Die Inschrift lautet: Nachbildung eines / Iguanodon / Etwa seit 90 Millionen Jahren / ausgestorbenes Riesen-Reptil / aus den Kreideschichten Belgiens / Natürliche Größe.

## Weitere Iguanodon-Skulpturen
Aufgrund des gesteigerten Interesses an der urzeitlichen Tierwelt sind weltweit Saurierparks entstanden, in denen auch Nachbildungen von Iguanodons gezeigt werden. Deren künstlerischer Wert ist sehr unterschiedlich.